# Springfield Hilton
Le Springfield Hilton est un gratte-ciel de 107 mètres de hauteur construit à Springfield en Illinois en 1973.
C'est le seul gratte-ciel de Springfield et le quatrième plus haut bâtiment de l'état de l'Illinois en dehors de l'agglomération de Chicago. 
L'immeuble a la forme d'un cylindre à dix faces. C'est le plus haut immeuble de forme cylindrique de l'Illinois après les tours Marina City à Chicago.
Le bâtiment a une structure métallique.
Il comprend un hôtel de la chaine Hilton.
L'architecte est l'agence Architectural & Mechanical Systems Corporation